# Porcellio normani
Porcellio normani is een pissebed uit de familie Porcellionidae. De wetenschappelijke naam van de soort is voor het eerst geldig gepubliceerd in 1899 door Adrien Dollfus.